# Vancouver International Film Festival
Vancouver International Film Festival (VIFF) – festiwal filmowy odbywający się w Vancouver w Kanadzie od 1982 roku. 
Festiwal odbywa się corocznie, na przełomie września i października, uczestniczą w nim twórcy z ponad 70 państw i jest one jednym z pięciu największych festiwali w filmowych w Ameryce Północnej. Jego organizatorem jest stowarzyszenie dobroczynne non-profit Greater Vancouver International Film Festival Society. Pokazy odbywają się w Vancity Theatre w budynku Vancouver International Film Centre.